# San Rafael de Orituco (Venezuela)
Pour les articles homonymes, voir San Rafael et Orituco.
San Rafel de Orituco est la capitale de la paroisse civile de San Rafael de Orituco de la municipalité de José Tadeo Monagas de l'État de Guárico au Venezuela. 